# 巴拉拉姆普尔
巴拉拉姆普尔（Balarampur），是印度西孟加拉邦South Twentyfour Parganas县的一个城镇。总人口4710（2001年）。

## 人口
该地2001年总人口4710人，其中男性2408人，女性2302人；0—6岁人口605人，其中男332人，女273人；识字率63.50%，其中男性为69.14%，女性为57.60%。